# Дикс, Кевин
Кевин Дикс Бакарбесси (нидерл. Kevin Diks Bakarbessy; 6 октября 1996 года, Апелдорн, Нидерланды) — нидерландский и индонезийский футболист, защитник немецкого клуба «Боруссия» (Мёнхенгладбах) и сборной Индонезии.

## Клубная карьера
Кевин — воспитанник клуба «Витесс», в академии которого он тренировался с 9 лет. С 2014 года — игрок основной команды. 24 августа 2014 года дебютировал в Эредивизи в поединке против «Зволле», выйдя в основном составе и проведя на поле весь матч, заменив тем самым основного правого защитника, бывшего в аренде, — Уолласа. С тех пор Кевин являлся основным защитником команды. В январе 2015 года продлил контракт с клубом на три года, до лета 2018-го.
В сезоне 2014/15 провёл 24 игры, в сезоне 2015/16 — 30, при этом отличившись дважды. 4 октября 2015 года забил свой первый профессиональный гол в ворота «Гронингена».
5 июля 2016 года твиттер футбольного клуба «Фиорентина» сообщил о том, что Дикс переходит в итальянскую команду. Затем подтверждение последовало и от его бывшего клуба.
5 июля 2021 года перешёл в датский «Копенгаген».

## Карьера в сборной
Дикс — игрок юношеских сборных Нидерландов. Принимал участие в отборочных матчах к юношескому чемпионату Европы 2015 года в Греции. 28 марта 2016 года дебютировал в молодёжной сборной Нидерландов в товарищеском поединке против сверстников из Сербии.

## Достижения
«Витесс»
- Обладатель Кубка Нидерландов: 2016/17

«Фейеноорд»
- Обладатель Суперкубка Нидерландов: 2017

«Копенгаген»
- Чемпион Дании (2): 2021/22, 2022/23
- Обладатель Кубка Дании: 2022/23